# Holostei
Holostei é uma infraclasse da classe Actinopterygii.

## Ordens
- Amiiformes
- Lepisosteiformes